# Scopula accentuata
Scopula accentuata là một loài bướm đêm trong họ Geometridae.